# Турист мимоволі (роман)
«Турист мимоволі» (англ. The Accidental Tourist) — роман Енн Тайлер 1985 року, який був фіналістом Пулітцерівської премії та отримав премію Національного кола книжкових критиків за художню літературу 1985 року та книжкову премію Ambassador Book Award за художню літературу 1986 року. 1988 року роман був екранізований, головні ролі зіграли Вільям Герт, Кетлін Тернер і Джина Девіс, за цю роль Девіс здобула премію «Оскар».

## Короткий зміст
Сюжет розгортається в Балтиморі, штат Мериленд, навколо Мейкона Лірі, автора путівників, син якого загинув під час стрілянини в ресторані швидкого харчування. Він і його дружина Сара, кожен по-своєму заглиблений у горе, бачать, як їхній шлюб поступово руйнується, допоки вона зрештою не виїжджає. Коли він стає непрацездатним через падіння, спричинене його схвильованим собакою та однією з його божевільних винахідницьких ідей, Мейкон повертається до родинного дому, щоб жити зі своїми ексцентричними родичами — сестрою Роуз і братами Портером та Чарльзом. Вони мають дивні звички, зокрема розкладати продукти в кухонних шафках за алфавітом й ігнорувати дзвінки телефону. Коли видавець Мейкона, Джуліан, приїжджає в гості, його приваблює Роуз. Зрештою вони одружуються, хоча пізніше Роуз повертається до своїх братів, а через кілька місяців Джуліан стає частиною сім’ї.
Мейкон наймає Мюріель Прітчетт, незвичайну жінку, щоб дресувати його некерованого пса, і незабаром він поступово втягується у стосунки з нею та її хворобливим сином Олександром. На відміну від Сари, Мюріель нахабна, балакуча, невибаглива і любить кричуще вбрання; і, на відміну від порівняно пасивного Мейкона, вона сильна й наполеглива. Попри свій опір новим зобов’язанням, Мейкон відчуває, що його приваблює Мюріель, він здивований її проникливістю, силою й оптимізмом, а також здатністю слухати. Дедалі більше прив’язуючись до Мюріель і Олександра, він переїжджає до їхнього маленького будиночка в занедбаній частині міста. Мейкон розуміє, що любить «її непередбачуваність, а також несподіваність власних відчуттів поруч із нею. У чужому світі, яким була вулиця Сінґлтон, він ставав зовсім іншою людиною». Коли Сара дізнається про ці події, вона вирішує, що вони з Мейконом повинні помиритися, змушуючи його прийняти рішення щодо їхнього майбутнього.

## Прийняття
У «Нью-Йорк Таймс» Ларрі МакМертрі пише: «Тайлер із надзвичайною ясністю показує поєднання страждання та задоволення в повсякденному житті своїх родин, нагадуючи нам, наскільки схожими — і водночас відмінними — можуть бути щасливі й нещасливі сім’ї. Мюріель Прітчетт — одна з найпривабливіших жіночих постатей, створених міс Тайлер; і вона дарує стриманому Мейкону таку уважну й розумну турботу, яку він лише зрідка отримує від жінок у своєму житті».
Мітіко Какутані написала: «Саме з таких особистих історій міс Тайлер і створює своє ретельно продумане мистецтво, змальовуючи їх із такою теплотою та точністю, що її читачі також починають по-новому цінувати звичайне й буденне. Подібно до Джона Апдайка, вона обрала своїм художнім простором широкий американський ландшафт середнього класу, і вже в десяти романах зробила своєю особливою сферою сім’ю у всіх її суперечливих вимірах».
На відміну від більшості критиків, Джон Блейдс у Chicago Tribune написав різку рецензію: «В епоху дисонансної, агресивної прози Тайлер утвердилася як голос м’якої розсудливості, очевидна спадкоємиця Юдори Велті в ролі земної матері американських письменників. Попри всі спокусливі риси Тайлер — її чарівний і затишний вигаданий світ, співчуття до невдах і, не в останню чергу, заспокійливий, майже гіпнотичний голос — у її творчості є щось дратівливо штучне. Якою б мудрою та чудовою не була її проза, вона серйозно розбавлена надмірним використанням «штучних підсолоджувачів», що зробило Тайлер провідною «NutraSweet-письменницею» нашого часу.
Едвард Гоуґленд писав у New York Times: «Мейкон Лірі, напрочуд порядна, але звичайна людина з «Туриста мимоволі», слідує логіці до її абсурдних висновків і, роблячи це, виправдовує... хаотичну природу багатьох аспектів життя, змушуючи нас зрозуміти, що, ймовірно, ми пропускаємо людей з м’яким характером серед наших знайомих, які теж є героями, якби ми мали вміння міс Тайлер їх розпізнавати... Мюріель, переслідувачка чоловіків і їх рятівниця з «Туриста мимоволі», є однією з найбільш чарівних персонажок післявоєнної літератури».

## Переклад українською
2020 року у видавництві «Фабула» вийшов український переклад роман. Перекладачка — Наталія Лазаревич. 

## Зовнішні посилання
- Невинний з поясненням, Випадковий турист Енн Тайлер Огляд журналу Time